# Borough de Dinefwr
Pour les articles homonymes, voir Dinefwr.
Le borough de Dinefwr (borough of Dinefwr en anglais) est une ancienne zone de gouvernement local de deuxième niveau du pays de Galles.
Créé au 1er avril 1974 au sein du comté du Dyfed par le Local Government Act 1972, il est aboli le 31 mars 1996 en vertu du Local Government (Wales) Act 1994. Avec le district de Carmarthen et le borough de Llanelli, son territoire est constitutif du comté du Carmarthenshire institué à partir du 1er avril 1996.

## Géographie
Le territoire du borough relève du comté administratif du Carmarthenshire. Au 1er avril 1974, il constitue, avec les districts du Ceredigion, de Carmarthen, de Llanelli, de Preseli et du South Pembrokeshire, le comté du Dyfed, zone de gouvernement local de premier niveau créée par le Local Government Act 1972,.
Alors que le borough admet 36 004 habitants au recensement de 1981, 37 113 résidents sont comptabilisés lors du recensement de 1991. La superficie du territoire du borough est évaluée à 239 866 acres en 1978,,.

## Toponymie
Simplement défini par un ensemble de territoires par le Local Government Act 1972, le district prend le nom officiel de Dinefwr en vertu du Districts in Wales (Names) Order 1973, un décret en Conseil du 8 janvier 1973 pris par le secrétaire d’État pour le Pays de Galles,.
Ainsi, le borough tient son appellation du château de Dinefwr, centre du pouvoir de la dynastie des Dinefwr.

## Histoire
Le district de Dinefwr est érigé au 1er avril 1974 à partir des territoires suivants, :
- le borough municipal de Llandovery ;
- le district urbain d’Ammanford ;
- le district urbain de Cwmamman ;
- le district urbain de Llandeilo ;
- et le district rural de Llandeilo.

Alors que la notion de borough municipal est abolie par le Local Government Act 1972, le statut de borough est conféré au nouveau district par un décret en Conseil du 10 avril 1974, avec une entrée en vigueur rétroactive au 1er avril 1974 suivant. Il est ainsi permis à la zone de gouvernement local de s’intituler « borough de Dinefwr » (borough of Dinefwr en anglais) tandis que son assemblée délibérante prend le nom de « conseil de borough de Dinefwr » (Dinefwr Borough Council en anglais) au sens de la section 21 du Local Government Act 1972,.
Le borough est aboli au 31 mars 1996 par le Local Government (Wales) Act 1994, son territoire relevant désormais du comté du Carmarthenshire au sens de la loi.